# Дворец

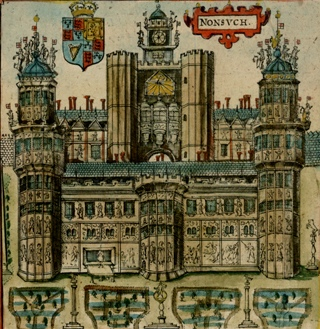
Королевский дворец Нансач, Суррей. Фрагмент карты Джона Спида (1610)

Дворе́ц — большое монументальное парадное здание, выделяющееся своей архитектурой, являлось первоначально резиденцией царствующих владетельных лиц, высшей знати и уже с XIII века так же назывались некоторые здания органов государственной власти. 

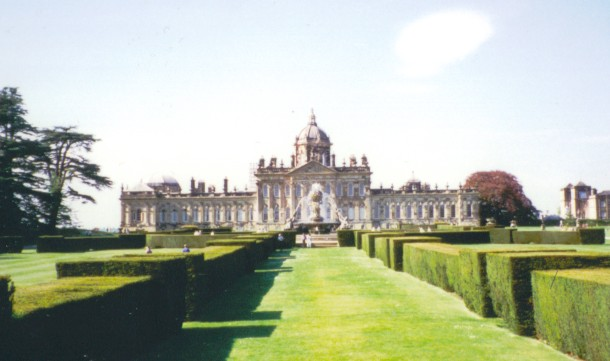
Английский дворец Касл Ховард (нач. XVIII в.)

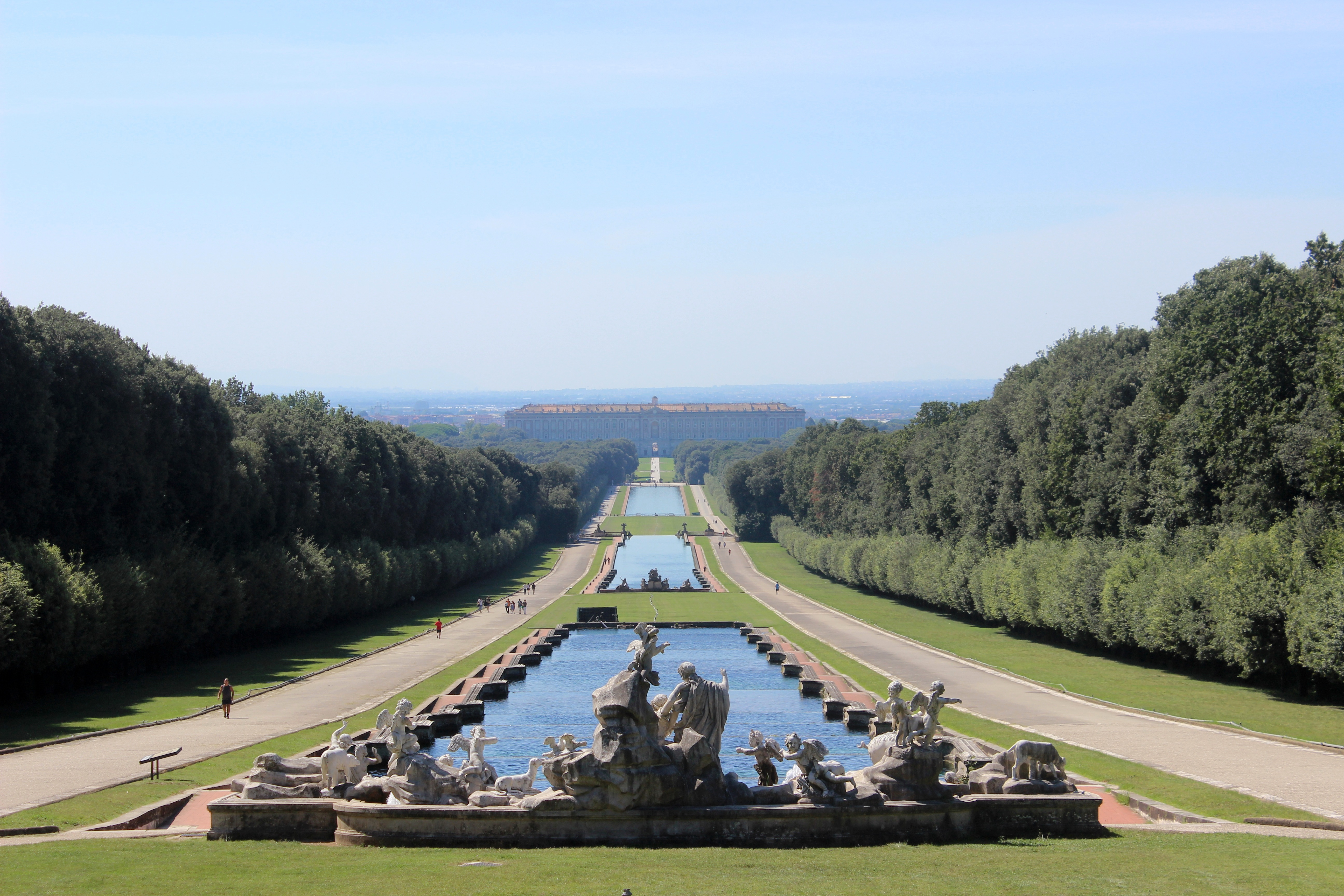
Королевский дворец в Казерте, Кампания, Италия

Качественным отличием дворцовой архитектуры от замковой является отсутствие оборонительного назначения и фортификационных элементов.
Слово «дворец» является уменьшительным образованием от «двор, участок земли», буквально «жилая, но меньшая часть двора». В западной традиции считается, что латинское слово palatium (дворец) ведёт своё происхождение от названия Палатинского холма, где размещалась резиденция римских императоров.
В XIX—XX веках дворцами начали называть важнейшие общественные здания, например Дворец правосудия во Франции и различные учреждения, в России: дворец бракосочетания, дворец культуры, дворец спорта, дворец пионеров (последний позже был переименован во дворец пионеров и школьников, дворец творчества детей и юношества, дворец молодежи). Некоторые из таких учреждений стали носить более необычные названия, например ледовый дворец (Ижевск, Удмуртия), дворец труда и согласия (Красноярск), дворец национальных культур (Салават, Башкортостан), дворец имени Д. Е. Кравцова (Брянск).

## Примеры

### Императорский дворец
- Зимний дворец
- Императорский дворец в Кайзерсверте
- Императорский дворец в Киото
- Императорский дворец Хофбург
- и другие

### Королевский дворец
- Королевский дворец (Амстердам)
- Королевский дворец (Берлин)
- Королевский дворец (Брюссель)
- Королевский дворец (Тонга)
- Королевский дворец в Аранхуэсе
- Королевский дворец в Варшаве
- Королевский дворец в Казерте
- Королевский дворец в Мадриде
- Королевский дворец в Неаполе
- Королевский дворец в Осло
- Королевский дворец в Портичи
- Королевский дворец в Стокгольме
- Королевский дворец в Турине